# Отмъстителите (филм, 1998)
„Отмъстителите“ (на английски: The Avengers) е американски шпионски екшън от 1998 г. на режисьора Джеръмая Чечик, адаптация на ТВ сериал от 1960-те години. Във филма участват Ралф Файнс, Ума Търман, Шон Конъри и Джим Броудбент.